# BS.Player
BS.Player este un player media pentru Windows, creat de compania slovenă Webteh, ce suportă diferite tipuri de fișiere multimedia (incluzând AVI, MPEG, Ogg, Matroska, ASF, QuickTime, MP4, WAV, mp3 etc.).
BS.Player, ca majoritatea playerelor, are nevoie de codecuri specifice pentru a reda formatele nesuportate de codecurile implicite. După instalare, el verifică dacă sunt instalate toate codecurile standard și se oferă să le instaleze (dacă utilizatorul dorește).
Există două versiuni: FREE (gratuită) și PRO (profesională).
Versiunile 2.xx ale BS.Player suportă doar Windows 2000, XP și Vista, în timp ce versiunile mai vechi suportau și Windows 98 și ME.